# Thomas B. Cuming

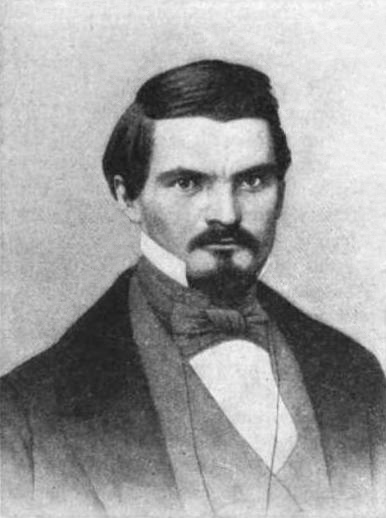
Thomas B. Cuming

Thomas Barney Cuming (* 25. Dezember 1827 im Genesee County, New York; † 23. März 1858 in Omaha, Nebraska-Territorium) war ein US-amerikanischer Politiker. Er war zwischen 1854 und 1858 mehrfach Gouverneur des Nebraska-Territoriums.

## Werdegang
Cuming kam aus dem Staat New York nach Michigan, wo er die örtlichen Schulen besuchte. Während des Mexikanisch-Amerikanischen Krieges war er Soldat in der US Army. Nach dem Krieg wurde er in Iowa journalistisch tätig. Mit Hilfe seines einflussreichen Parteifreundes Lewis Cass wurde Cuming 1854 von Präsident Franklin Pierce zum Staatssekretär im neuen Nebraska-Territorium ernannt. Dieses war als Resultat des Kansas-Nebraska Act am 30. Mai dieses Jahres gleichzeitig mit dem Kansas-Territorium gebildet worden und umfasste die nördlichen Teile des ursprünglichen Louisiana-Territorium bzw. des Missouri-Territoriums.
Nach dem Tod seines Vorgängers Francis Burt, der nur zwei Tage amtiert hatte, wurde Cuming bis 1855 neuer Gouverneur dieses Gebietes und beschloss, dass Omaha den Vorzug vor Bellevue als Hauptstadt erhalten sollte. Das führte zu langen Streitereien zwischen den beiden Städten, die sich noch bis über Cumings Tod hinaus erstrecken sollten. Mit der Ankunft des neuen Gouverneurs Mark Whitaker Izard wurde Cuming wieder Staatssekretär, aber nach Izards Rücktritt im Jahr 1857 musste er noch einmal als Territorialgouverneur amtieren. In diesem Amt verstarb er im März 1858 im Alter von nur 30 Jahren.
Das Cuming County im heutigen Bundesstaat Nebraska ist nach Thomas Cuming benannt.